# Ferlacher Stausee
Ferlacher Stausee är en sjö i Österrike.   Den ligger i förbundslandet Kärnten, i den sydöstra delen av landet, 250 km sydväst om huvudstaden Wien. Ferlacher Stausee ligger 431 meter över havet.
I omgivningarna runt Ferlacher Stausee växer i huvudsak blandskog. Runt Ferlacher Stausee är det ganska glesbefolkat, med 42 invånare per kvadratkilometer.